# 조이젤 조이너

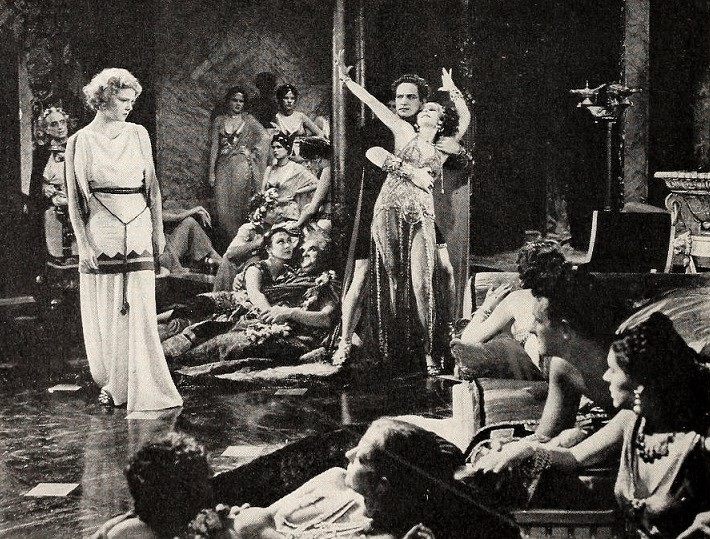
1932년

조이젤 조이너(Joyzelle Joyner, 1905년 8월 27일 ~ 1980년 11월 30일)는 미국의 배우, 댄서, 영화배우이다.
앨라배마주에서 태어났으며 오렌지에서 사망하였다. 사인은 질병이다.

## 영화
- 고 인투 유어 댄스 (1935년)
- 하우스 오브 미스터리 (1934년)
- 배니싱 프론티어 (1932년)
- 상상해 보라 (1930년)
- 클로즈 하모니 (1929년)
- 과거로부터 (1927년)
- 씨 비스트 (1926년)
- 벤허 (1925년)